# أليسيا مارتيني
أليسيا مارتيني (بالإيطالية: Alessia Martini)‏ هي دراجة إيطالية، ولدت في 10 يناير 1992.

## وصلات خارجية
- أليسيا مارتيني على موقع الاتحاد الدولي للدراجات (الإنجليزية)
- أليسيا مارتيني على موقع أرشيف الدراجات (الإنجليزية)
- أليسيا مارتيني على موقع إحصائيات الدراجات الإحترافية (الإنجليزية)
- أليسيا مارتيني على موقع نسبة الدراجات (الإنجليزية)